# The Geometer's Sketchpad
The Geometer's Sketchpad(GSP)는 미국 Key Curriculum Press 사에서 개발한 수학 소프트웨어이다. 개발자인 Nicholas Jackie는 1987년 여름 VGP사업에 동참하여 매킨토시용 초기 GSP버전을 발표하였고, 1990년 KCP에서 베타버전 The Geometer's Sketchpad를 발표한 이후 현재 'GSP 5.0'이 개발되어 지금은 '한글 GSP 4.0'을 사용할 수 있는 단계에 있다. 원래 유클리드 기하의 평면 도형들을 만들고 시뮬레이션하기 위한 것이었지만, 그 기능이 확장되어 좌표, 함수 등 많은 수학적 대상을 만들고 그것에 대한 실험을 할 수 있게 되었다.
The Geometer's Sketchpad의 가장 핵심적인 기능은 추상적인 수학적 대상을 컴퓨터 화면에서 만들고 조작할 수 있게 한 것이라고 할 수 있다.  예를 들어 삼각형을 만들고 그것의 외심을 작도하고 나서 삼각형의 한 꼭짓점을 마우스로 끌어 옮기면, 삼각형이 변형되면서 그에 맞게 외심의 위치가 바뀐다. 또한 이차함수의 그래프를 그린 다음 키보드 조작으로 계수들의 값을 조금씩 변화시키면 그에 따라 그래프의 모양이 바뀐다.
이러한 기능은 수학적인 대상들의 관계를 이해할 때 유용할 수 있기 때문에 GSP는 학교 수업이나 수학적인 내용의 프레젠테이션에서도 자주 이용된다. 특히, GSP도 윈도우용 프로그램이기 때문에 GSP에서 그린 도형을 화살표 도구로 드래그하여 복사-붙여넣기 기능을 이용하면, 다른 윈도우용 프로그램에서 얼마든지 불러와서 쓸 수 있다.